# Scirpophaga auristrigellus
Scirpophaga auristrigellus là một loài bướm đêm trong họ Crambidae.